# Svatojánský věneček (film, 2015)
Svatojánský věneček je výpravná pohádka režiséra Jiřího Stracha z roku 2015. Pohádka byla natočena v Rabštejně nad Střelou a u mlýna Krkavec na řece Nežárce v blízkosti města Veselí nad Lužnicí. A také na zámku v Uherčicích.

## Obsazení
| Jiří Mádl               | Ondra                 |
| Eliška Jansová          | princezna Verunka     |
| Ivan Trojan             | Pastelíno             |
| Boleslav Polívka        | král                  |
| Petra Jungmanová        | Živěna, matka Verunky |
| Vilma Cibulková         | Morana, matka Markýze |
| Pavel Liška             | Markýz                |
| Martin Myšička          | Alexandr Alexandrovič |
| Jaroslav Plesl          | Wajsman               |
| Marek Taclík            | Sir Klevr             |
| Petra Polnišová         | chůva                 |
| Jan Vondráček           | komoří                |
| Jiří Štěpnička          | otec Ondry            |
| Lenka Termerová         | matka Ondry           |
| Tomáš Stopa             | Jindra                |
| Marek Holý              | Pepan                 |
| Martin Zahálka          | hospodář              |
| Aneta Vrzalová          | pradlena              |
| Veronika Čermák Macková | mlynářka              |
| Vladimír Hauser         | kat                   |
| Karel Vávrovec          | Peťka                 |
| Tomáš Kůgel             | bubeník               |
| Ondřej Kokorský         | velitel vojáků        |
| Libor Olšan             | trubač                |
| Michal Isteník          | kuchař                |
| Zdeněk Dušek            | hospodský             |
| Norbert Lichý           | učitel                |

## Tvůrci
- Režie: Jiří Strach
- Scénář: Marek Epstein
- Kamera: Martin Šec
- Hudba: Miloš Bok
- Střih: Jan Mattlach
- Zvuk: Jiří Klenka
- Maska: Lukáš Král
- Architekt: Lukáš Král
- Kostýmní výtvarnice: Jarmila Konečná
- Dramaturgie: Jiří Chalupa
- Kreativní producentka: Barbara Johnsonová
- Další údaje: barevný, 97 min, pohádka